# 二之瀬越
二之瀬越（にのせごえ）は、三重県いなべ市北勢町から岐阜県海津市南濃町を結ぶ県道である（岐阜県道・三重県道25号南濃北勢線）。名称の由来は北勢町二之瀬の地名からであり、三重県いなべ市北勢町の御弁当谷に沿っている。頂上付近の標高は約420メートル。二之瀬峠と呼ぶ人もいる。

## 概要

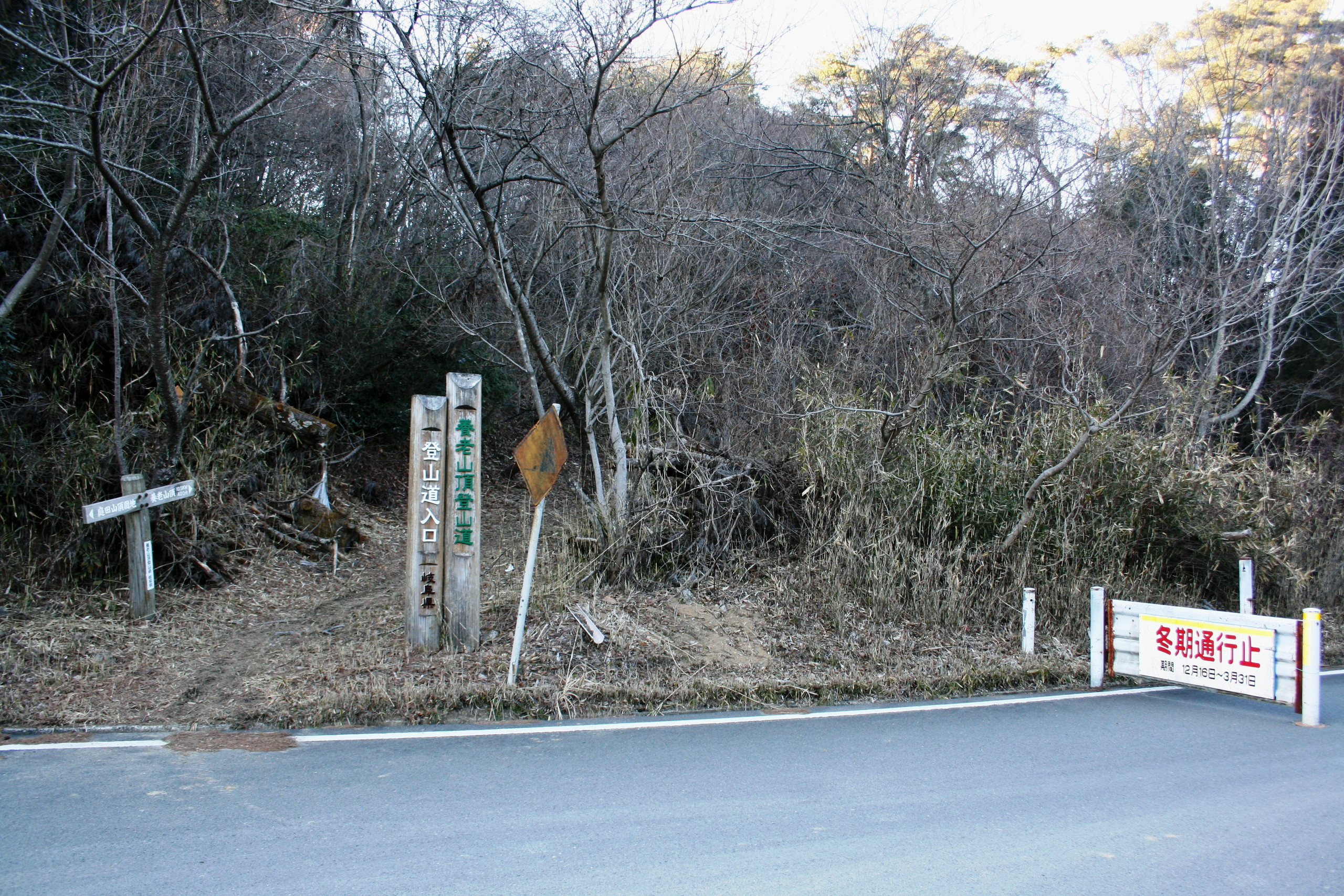
二之瀬越にある養老山地ハイキングコースの入口、県道は冬期閉鎖される

- 頂上に庭田園地があり、三重県側の途中にドコモの森への入り口がある。天気のいい休日にはサイクリング、ランニングをする人が岐阜県側に大勢訪れる。また、夜景の名所としても知られ、頂上付近の岐阜県側には夜景を楽しむための休憩所もある。道路のコースが頭文字Dの雰囲気によく似ていることからか昼夜問わずこの峠道を走りに違法競走型暴走族も訪れる。

- 道路状況は砕石工場利用のダンプカーが往来する三重県側は砂が浮いていたり、稀に拳大の石が落ちている。頂上から岐阜県に下る道は幅員が狭く、すれ違いが困難な区間が続き、まるでオートバイを狙ったかのように道路の中心にのみ減速帯が設置（両端が磨耗した可能性もある）されている区間がある。また、標高約260メートル付近の中腹のカーブに湧き水があり、その水を汲みに来る人も訪れる。その付近は路面が濡れていることがあるため注意が必要である（特に冬季は凍結）。なお、岐阜県側を下る際、谷を覗くと峠道が延々と続いているのが見える。冬期は凍結や積雪などのために上部の県道は閉鎖される。

- 三重県側は先述の通り、ダンプカーなど大型車が往来するためかドリフト走行などでつくタイヤ痕は少なく、岐阜県側は幅員が広い部分のほとんどにタイヤ痕がついていることから、違法競走型暴走族は岐阜県側に多いようである。